# Amyna rubrirena
Amyna rubrirena är en fjärilsart som beskrevs av George Francis Hampson 1918. Amyna rubrirena ingår i släktet Amyna och familjen nattflyn. Inga underarter finns listade i Catalogue of Life.